# Malta Cup
De Malta Cup was een professioneel snookertoernooi van 2005 tot 2008 dat, zoals de naam al doet vermoeden, gehouden werd op Malta. Het is de opvolger van de European Open, die in 2004 ook al in Malta had plaatsgevonden.
De Malta Cup was tot en met 2007 een rankingtoernooi, maar in 2008 was het een invitatietoernooi waar geen punten voor de wereldranglijst te verdienen waren. In 2016 werd de European Open een nieuw leven in geblazen. Vanaf dan heet het European Masters en dat wordt ook niet meer op Malta maar net als de European Open in diverse Europese steden gehouden.

## Erelijst
| Jaar                    | Winnaar        | Winnaar | Verliezend finalist | Verliezend finalist | Score |
| ----------------------- | -------------- | ------- | ------------------- | ------------------- | ----- |
| Malta Cup (ranking)     |                |         |                     |                     |       |
| 2005                    | Stephen Hendry | SCO     | Graeme Dott         | SCO                 | 9-7   |
| 2006                    | Ken Doherty    | IRL     | John Higgins        | SCO                 | 9-8   |
| 2007                    | Shaun Murphy   | ENG     | Ryan Day            | WAL                 | 9-4   |
| Malta Cup (non-ranking) |                |         |                     |                     |       |
| 2008                    | Shaun Murphy   | ENG     | Ken Doherty         | IRL                 | 9-3   |